# Чемпіонат СРСР з легкої атлетики в приміщенні 1978
Чемпіонат СРСР з легкої атлетики в приміщенні 1978 року був проведений 1-3 березня в Москві на Зимовому стадіоні «Спартак».
Дворазовою чемпіонкою країни стала Тетяна Анісімова, яка перемогла на двох бар'єрних дистанціях, 60 та 100 метрів, с новими загальносоюзними досягненнями (8,23 та 13,28 відповідно).
Дві перемоги на змаганнях також здобули Микола Колесников (60 та 100 метрів) і В'ячеслав Кулебякін (60 і 110 метрів с бар'єрами). Результат Колесникова на дистанції 100 метрів (10,45) и Кулебякіна на 110 метрів з бар'єрами (13,74) стали новими вищими досягненнями СРСР в приміщенні.
Вище світове досягнення в ходьбі на 10000 метрів встановив Євген Євсюков — 40.24,0.
Надія Мариненко стала першою радянською стрибункою у висоту, яка взяла 1,90 м на змаганнях в приміщенні.
В бігу на 2000 метрів з перешкодами нове національне досягнення в приміщенні встановив Володимир Філонов (5.28,0).
19-річний Володимир Ященко став срібним призером у стрибках у висоту з результатом 2,26 м, поступившись Олександру Григор'єву тільки за витраченими спробами. А уже менше ніж за два тижні він виграв чемпіонат Європи в приміщенні з найкращим результатом у світовій історії — 2,35 м.

## Медалісти

### Чоловіки
| Дисципліни                | Золото                            | Золото      | Срібло                              | Срібло  | Бронза                          | Бронза  |
| ------------------------- | --------------------------------- | ----------- | ----------------------------------- | ------- | ------------------------------- | ------- |
| 60 метрів                 | Микола Колесников Ленінград       | 6,71        | Олександр Аксинін Ленінград         | 6,71    | Володимир Ігнатенко Київ        | 6,79    |
| 100 метрів                | Микола Колесников Ленінград       | 10,45 NIB   | Володимир Ігнатенко Київ            | 10,47   | Олександр Аксинін Ленінград     | 10,63   |
| 400 метрів                | Микола Чернецький Москва          | 48,0        | Павло Солопов                       | 48,7    | Василь Архипенко Донецьк        | 49,3    |
| 800 метрів                | Анатолій Решетняк Сімферополь     | 1.50,6      | Володимир Пономарьов Ростов-на-Дону | 1.50,8  | Михайло Старовойтов Могильов    | 1.51,1  |
| 1500 метрів               | Анатолій Мамонтов Кишинів         | 3.42,9      | Володимир Пономарьов Ростов-на-Дону | 3.44,6  | Микола Кіров Гомель             | 3.47,0  |
| 3000 метрів               | Валерій Абрамов Архангельськ      | 8.02,6      | Валентин Зотов Мінськ               | 8.02,9  | Олександр Федоткін Мінськ       | 8.03,0  |
| 60 метрів з бар'єрами     | В'ячеслав Кулебякін Ленінград     | 7,76        | Едуард Переверзєв Москва            | 7,76    | Юрій Черваньов Мінськ           | 7,83    |
| 110 метрів з бар'єрами    | В'ячеслав Кулебякін Ленінград     | 13,74 NIB   | Андрій Коростельов Москва           | 13,82   | Анатолій Смирнов Москва         | 13,99   |
| 2000 метрів з перешкодами | Володимир Філонов Московська обл. | 5.28,0 NIB  | Сергій Скрипка Тбілісі              | 5.28,2  | Володимир Ісаков Іваново        | 5.28,6  |
| Ходьба 10000 метрів       | Євген Євсюков Сочі                | 40.24,0 WIB | Анатолій Соломін Київ               | 40.28,6 | Микола Матвеєв Гродно           | 40.45,4 |
| Стрибки у висоту          | Олександр Григор'єв Мінськ        | 2,26 м      | Володимир Ященко Запоріжжя          | 2,26 м  | Сергій Сенюков Чернівці         | 2,24 м  |
| Стрибки з жердиною        | Євген Тананика Харків             | 5,45 м      | Володимир Трофименко Ленінград      | 5,40 м  | Олександр Долгов Ростов-на-Дону | 5,35 м  |
| Стрибки у довжину         | Володимир Цепельов Баку           | 7,97 м      | Володимир Харитонов Баку            | 7,81 м  | Олексій Переверзєв Москва       | 7,70 м  |
| Потрійний стрибок         | Анатолій Піскулін Ленінград       | 16,81 м     | Олександр Яковлєв Київ              | 16,72 м | Геннадій Валюкевич Мінськ       | 16,52 м |
| Штовхання ядра            | Олександр Баришников Ленінград    | 20,43 м     | Володимир Кисельов Кременчук        | 19,42 м | Валерій Войкін Ленінград        | 19,26 м |

### Жінки
| Дисципліни             | Золото                             | Золото     | Срібло                       | Срібло  | Бронза                             | Бронза  |
| ---------------------- | ---------------------------------- | ---------- | ---------------------------- | ------- | ---------------------------------- | ------- |
| 60 метрів              | Людмила Сторожкова Москва          | 7,24       | Віра Анісімова Москва        | 7,30    | Людмила Кондратьєва Ростов-на-Дону | 7,39    |
| 100 метрів             | Людмила Кондратьєва Ростов-на-Дону | 11,71      | Зоя Войтенко Дніпропетровськ | 11,99   | Ганна Устинович Гродно             | 12,10   |
| 400 метрів             | Марина Сидорова Ленінград          | 53,0       | Марія Кульчунова Київ        | 54,3    | Людмила Аксьонова Київ             | 54,7    |
| 800 метрів             | Тетяна Провідохіна Ленінград       | 2.03,5     | Людмила Веселкова Ленінград  | 2.05,7  | Надія Мушта Брянськ                | 2.05,7  |
| 1500 метрів            | Зоя Рігель Владивосток             | 4.23,1     | Любов Копейкіна Краснодар    | 4.24,3  | Любов Іванова Кишинів              | 4.25,8  |
| 60 метрів з бар'єрами  | Тетяна Анісімова Ленінград         | 8,23 NIB   | Ірина Литовченко Москва      | 8,29    | Ніна Моргуліна Краснодар           | 8,33    |
| 100 метрів з бар'єрами | Тетяна Анісімова Ленінград         | 13,28 NIB  | Ірина Литовченко Москва      | 13,35   | Ніна Моргуліна Краснодар           | 13,51   |
| Стрибки у висоту       | Надія Мариненко Гомель             | 1,90 м NIB | Людмила Бутузова Караганда   | 1,86 м  | Лариса Климентьонок Мінськ         | 1,82 м  |
| Стрибки у довжину      | Вільгельміна Бардаускене Вільнюс   | 6,47 м     | Ірина Тимофєєва Йошкар-Ола   | 6,38 м  | Галина Семенова Архангельськ       | 6,32 м  |
| Штовхання ядра         | Світлана Крачевська Москва         | 19,17 м    | Тамара Буфетова Москва       | 19,05 м | Світлана Мельникова Ленінград      | 18,98 м |

## Чемпіонат СРСР з легкоатлетичних багатоборств в приміщенні
Чемпіонство з легкоатлетичних багатоборств (після трьох попередніх чемпіонатів (1975—1977), коли вони були складовою основного союзного чемпіонату в приміщенні) вперше було розіграно в межах окремого чемпіонату СРСР з легкоатлетичних багатоборств в приміщенні, проведеного в харківському манежі ХТЗ 2-4 березня.

### Чоловіки
| Дисципліна   | Золото                   | Золото               | Срібло             | Срібло           | Бронза                           | Бронза           |
| ------------ | ------------------------ | -------------------- | ------------------ | ---------------- | -------------------------------- | ---------------- |
| Семиборство* | Костянтин Ахапкін Москва | 5823 очки NIB (5809) | Олександр Шабленко | 5787 очок (5787) | Володимир Буряков Ростов-на-Дону | 5707 очок (5703) |

### Жінки
| Дисципліна    | Золото                | Золото               | Срібло                   | Срібло           | Бронза                             | Бронза           |
| ------------- | --------------------- | -------------------- | ------------------------ | ---------------- | ---------------------------------- | ---------------- |
| П'ятиборство* | Надія Карякіна Єреван | 4398 очок NIB (4361) | Зоя Спасовходська Москва | 4213 очки (4169) | Катерина Гордієнко Дніпропетровськ | 4195 очок (4167) |

* Для визначення переможця в змаганнях багатоборців використовувалась стара система нарахування очок. Перерахунок з використанням сучасних таблиць переводу результатів наведений в дужках.

## Медальний залік
Нижче представлений загальний медальний залік за підсумками обох чемпіонатів.
| Місце | Команда             | Золото | Срібло | Бронза | Загалом |
| ----- | ------------------- | ------ | ------ | ------ | ------- |
| 1     | Ленінград           | 10     | 3      | 3      | 16      |
| 2     | РРФСР               | 5      | 5      | 8      | 18      |
| 3     | Москва              | 4      | 7      | 2      | 13      |
| 4     | УРСР                | 2      | 8      | 5      | 15      |
| 5     | Білоруська РСР      | 2      | 1      | 8      | 11      |
| 6     | Азербайджанська РСР | 1      | 1      | 0      | 2       |
| 7     | Литовська РСР       | 1      | 0      | 1      | 2       |
| 8     | Молдавська РСР      | 1      | 0      | 0      | 1       |
| 8     | Вірменська РСР      | 1      | 0      | 0      | 1       |
| 10    | Казахська РСР       | 0      | 1      | 0      | 1       |
| 10    | Грузинська РСР      | 0      | 1      | 0      | 1       |

## Командний залік
Командний залік в кожному чемпіонаті офіційно визначався за двома групами:

- Група I: серед окремих союзних республік, міст Москви та Ленінграда
- Група II: серед окремих інших союзних республік та областей

### Основний чемпіонат
| Місце    | Команда             | Очки    |
| Група І  | Група І             | Група І |
| -------- | ------------------- | ------- |
| 1        | РРФСР               | 841     |
| 2        | Москва              | 702     |
| 3        | УРСР                | 647     |
| 4        | Ленінград           | 640     |
| 5        | Білоруська РСР      | 454     |
| 6        | Литовська РСР       | 143     |
| 7        | Казахська РСР       | 61      |
| Група II |                     |         |
| 1        | Московська обл.     | 205     |
| 2        | Латвійська РСР      | 136     |
| 3        | Узбецька РСР        | 132     |
| 4        | Ростовська обл.     | 125     |
| 5        | Краснодарський край | 117     |
| 6        | Челябінська обл.    | 87      |

### Чемпіонат з багатоборств
| Місце    | Команда         | Очки    |
| Група І  | Група І         | Група І |
| -------- | --------------- | ------- |
| 1        | Москва          | 108     |
| 2        | УРСР            | 95      |
| 3        | Білоруська РСР  | 77      |
| 4        | РРФСР           | 67      |
| 5        | Литовська РСР   | 46      |
| Група II |                 |         |
| 1        | Вірменська РСР  | 35      |
| 2        | Ростовська обл. | 34      |
| 3        | Латвійська РСР  | 27      |